# Ochtum
Die Ochtum ist ein zusammen mit ihrem längsten Quellfluss rund 59 Kilometer langer linker Nebenfluss der Weser. Die Ochtum fließt in Niedersachsen und Bremen am südwestlichen Rand der Wesermarsch nordwestwärts parallel zur Abdachung der Syker Geest, aus der ihr auch die meisten ihrer Nebenbäche zufließen.

## Verlauf
Die Ochtum entsteht in Niedersachsen etwa zehn Kilometer südöstlich des Bremer Stadtzentrums bei Weyhe durch die Vereinigung des Süstedter Bachs, der hier zum Kirchweyher See aufgeweitet ist, mit der etwas kleineren, aber längeren Hache. Nach gut vier Kilometern nordwestlich gerichtetem Verlauf bildet sie die Grenze Niedersachsens zum Land Bremen. Sie durchfließt oder passiert die Bremer Stadt- und Ortsteile Kattenesch, Huchting und Strom. Der Park links der Weser und das Naturschutzgebiet Ochtumniederung bei Brokhuchting werden von ihr durchflossen. Im Laufe der Zeit wurde die Ochtum mehrmals umgestaltet. Ein alter Ochtumarm verläuft östlich an Grolland vorbei und vereinigt sich im Naturschutzgebiet bei Brokhuchting mit dem neuen Hauptlauf (Neue Ochtum). Die Verlegung wurde um 1990 zum Ausbau des Bremer Flughafens notwendig. Die Ochtum berührt Delmenhorst-Hasbergen und Delmenhorst-Deichhausen und mündet zwischen Lemwerder-Altenesch und Bremen-Seehausen über das Ochtumsperrwerk bei Unterweser-Flusskilometer 12,85 in die Weser. Ihre mittlere Wasserführung beträgt hier gut 6,6 m³/s. Westlich der Mündung gibt es einen Altarm, die Alte Ochtum, aus der Zeit vor der Flussbegradigung.

## Speicherpolder
Unterhalb Huchtings ist die Ochtumniederung vor den Hauptdeichen durch ein System von mittels Sommerdeichen geschützten Speicherpoldern charakterisiert, die durch festgelegte Überlaufstellen an der vom West- und Nordwestwind abgewandten Seite bei Hochwasser abschnittsweise gefüllt werden. Durch dieses System von Sommerpoldern wird sichergestellt, dass Hochwasser erst deutlich zeitverzögert die Hauptdeichlinien erreichen. Bei der Sturmflut 1962 blieb dies jedoch wirkungslos, da die Polder bereits während der Vortide am frühen Nachmittag des 16. Februars vollständig gefüllt waren und sich in der darauffolgenden Ebbe nicht entleeren konnten. Die Haupttide in der Nacht vom 16. auf den 17. Februar traf somit auf vollständig gefüllte Polder.
Durch das Vorhandensein dieses Systems von Speicherpoldern konnte beim Bau des Ochtumsperrwerks auf die Errichtung eines zusätzlichen Schöpfwerks im Mündungsbereich verzichtet werden. Aufgabe der Speicherpolder ist es seit Inbetriebnahme des Sperrwerkes, im Sturmflutfall das von den Nebenflüssen der Ochtum herangeführte Wasser aufzunehmen.

## Geschichte
Die Besiedlung des Vielandes ist urkundlich 1158 im Bremer Urkundenbuch (Bd. 1, S. 46) belegt, als Kaiser Friedrich I. (Barbarossa) den Anbau der Brüche der insula Bremensis zwischen Weser und Ochtmund gestattet. Die Bezeichnung insula Bremensis deutet darauf hin, dass wahrscheinlich bei Arsten der Fluss noch einen Zufluss zu Weser hatte. Die Ochtum wurde später auch Ochen, Ochtmoni oder Oggen geschrieben. Der ursprüngliche Name setzte sich wohl zusammen aus dem germanischen Wort *ohta- für „feucht gemacht, feucht“ und dem Suffix -mund-.
1234 fand die Schlacht bei Altenesch statt.

Von Arsten bis zur Mündung wurde um 1309 die Ochtum Teil der Bremer Landwehr mit dem Arster Turm, dem Kattenturm (Kattenthorn) und dem Warturm (Torn to de Warebrughen). Das Einverständnis der Grafen von Oldenburg zur Ochtumverbreiterung war schon 1297 eingeholt worden.
Die erste der Ochtumregulierungen wurde 1400 durchgeführt.

1571 brachen die Ochtumdeiche infolge eines aus dem Ober- und Mittelweserraum kommenden Hochwassers.
Im Warfelde wurde 1833 die Ochtum in ein Nebenbett verlegt, wodurch sie viele ihrer Krümmungen verlor. Der Abfluss des Wassers wurde verbessert.

Bei einem schweren Hochwasser der Mittelweser brach 1881 der Deich bei Hoya, so dass ein großer Teil des Hochwassers über die Ochtum abgeführt wurde.

Die Weserkorrektion von um 1900 durch Ludwig Franzius führte zu einer dramatischen Verstärkung des Tideeinflusses in der Ochtum. Viele Furten waren nur noch eingeschränkt passierbar oder konnten gar nicht mehr genutzt werden. Bei der heutigen Ochtumbrücke in Bremen-Strom wurde die Furt von einer Fähre ersetzt.

Ein aus dem Oberweserraum kommendes schweres Hochwasser floss 1926 über die Ochtumniederung ab.

Zwischen Bremen-Strom und Deichhausen wurde 1937 eine Straßenverbindung über einen aufgeschütteten Damm errichtet und die Stedinger Brücke  errichtet.

Schwerer Eisgang führte 1941 zu Zerstörungen an Brücken und Wehren.
Bei der Sturmflutserie vom 19. bis 24. Dezember 1954 wurde die gesamte Ochtumniederung zwischen der Mündung und Bremen-Huchting überflutet.

Das aus dem Ober- und Mittelweserraum kommende Julihochwasser 1956 überflutet die Deiche bei Wienbergen und Oiste und führte zur Überflutung der Ochtumniederung.

Bei der Sturmflut 1962 an der deutschen Nordseeküste in der Nacht auf den 17. Februar wurden über die Ochtum große Flächen des Bremer Stadtgebiet links der Weser überflutet und die Verbindung von der Neustadt nach Huchting getrennt. In den von Ausgebombten bewohnten Kleingartengebieten Huchtings kamen mehrere Menschen ums Leben (siehe auch Karte der überfluteten Gebiete).
Am 28. Januar 1966 kurz vor 19 Uhr stürzte die Convair CV-440 D-ACAT der Lufthansa während eines Durchstartmanövers auf die Kladdinger Wiesen südlich der Ochtum. Alle 46 Insassen von Flug LH 005 kamen ums Leben, darunter ein Team der italienischen Schwimm-Olympiamannschaft und die Schauspielerin Ada Tschechowa.

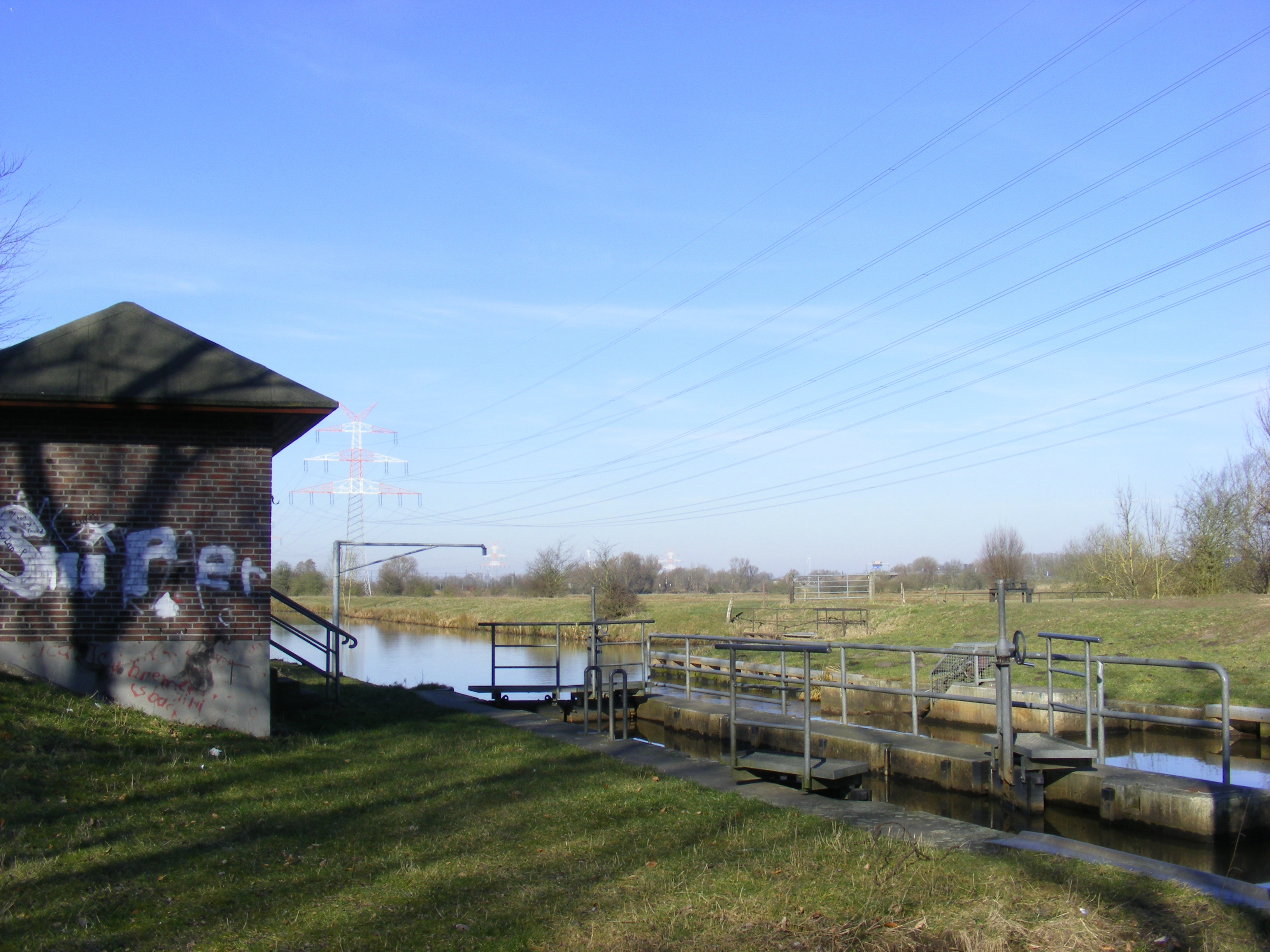
Schleuse am Stau der Alten Ochtum am Rand des Warfeldes ½ km flussabwärts des Wardamms (Whs. zum Storchennest)

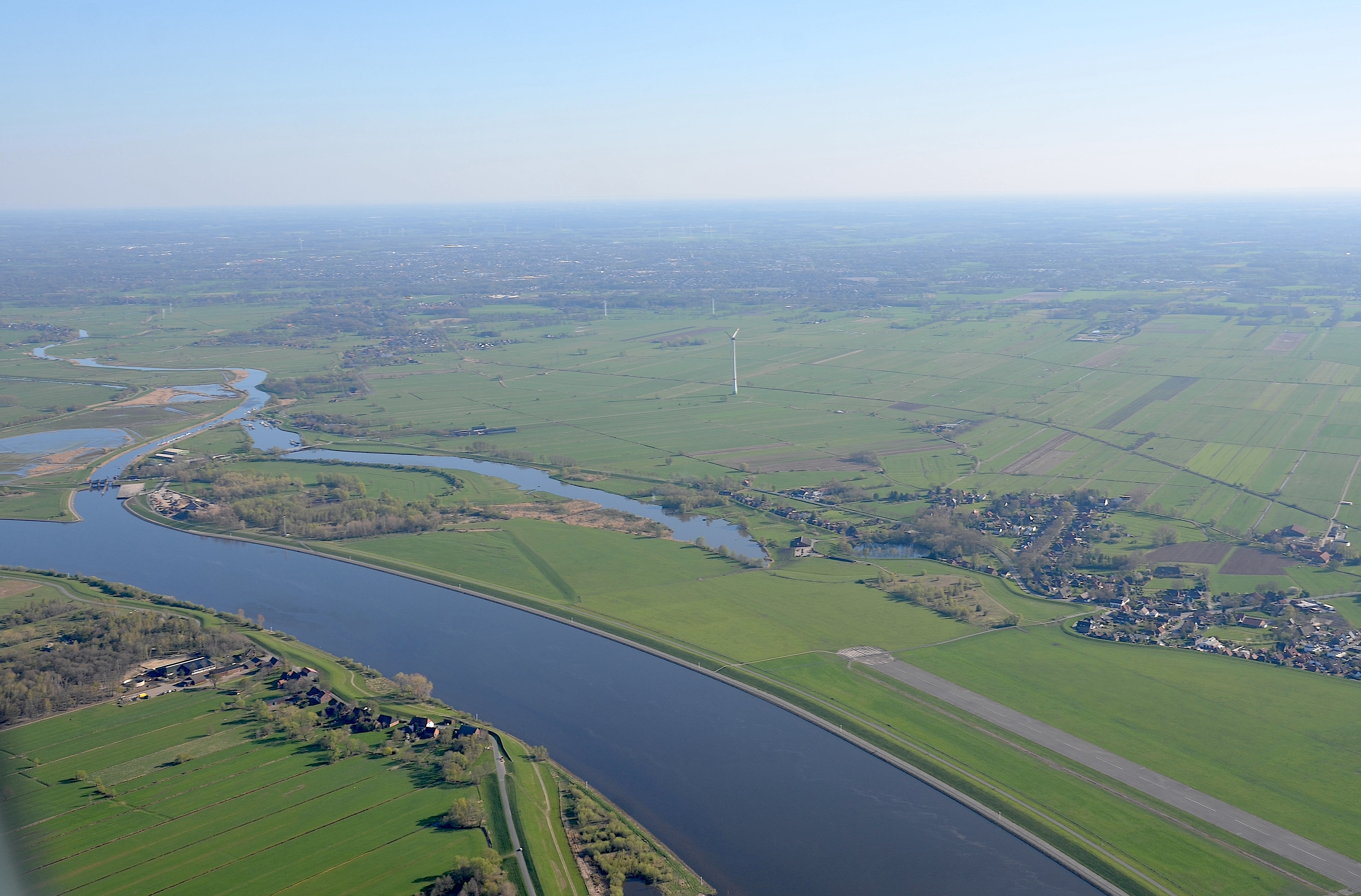
Mündung der Ochtum in die Weser

Im November und Dezember 1973 führten mehrere Sturmfluten zu schweren Schäden im Bereich zwischen Mündung und dem Bremer Ortsteil Huchting. Dabei kam ein Mensch ums Leben.

Im Januar 1976 richteten zwei sehr schwere Sturmfluten schwere Schäden zwischen Huchting und der Ochtummündung an. Am 3. Januar 1976 wurden bei der vom Capella-Orkan verursachten Sturmflut die Extremwerte der Flutkatastrophe 1962 deutlich überschritten.

Am 2. Juni 1976 wurde das Ochtum-Sperrwerks bei Altenesch fertiggestellt, für das der Niedersächsische Landesbetrieb für Wasserwirtschaft, Küsten- und Naturschutz (NLWKN) zuständig war. Der bisherige Landeshafen Ochtum wurde an seinen heutigen Standort unterhalb des Ochtumsperrwerks verlegt. Die Berufsschifffahrt auf der Ochtum wurde eingestellt.

1989/1990 fand die Verlegung eines 5,4 km langen Teilstücks der Ochtum durch den Park links der Weser statt, damit die vorhandene Startbahn des Flughafens Bremen voll genutzt werden konnte. Der rund 5 km lange bisherige Verlauf der Ochtum nördlich von Grolland blieb bestehen. Er wird unterirdisch mit Wasser von der verlegten Ochtum gespeist und tritt am nördlichen Rand des Flughafens zutage.

## Umwelt

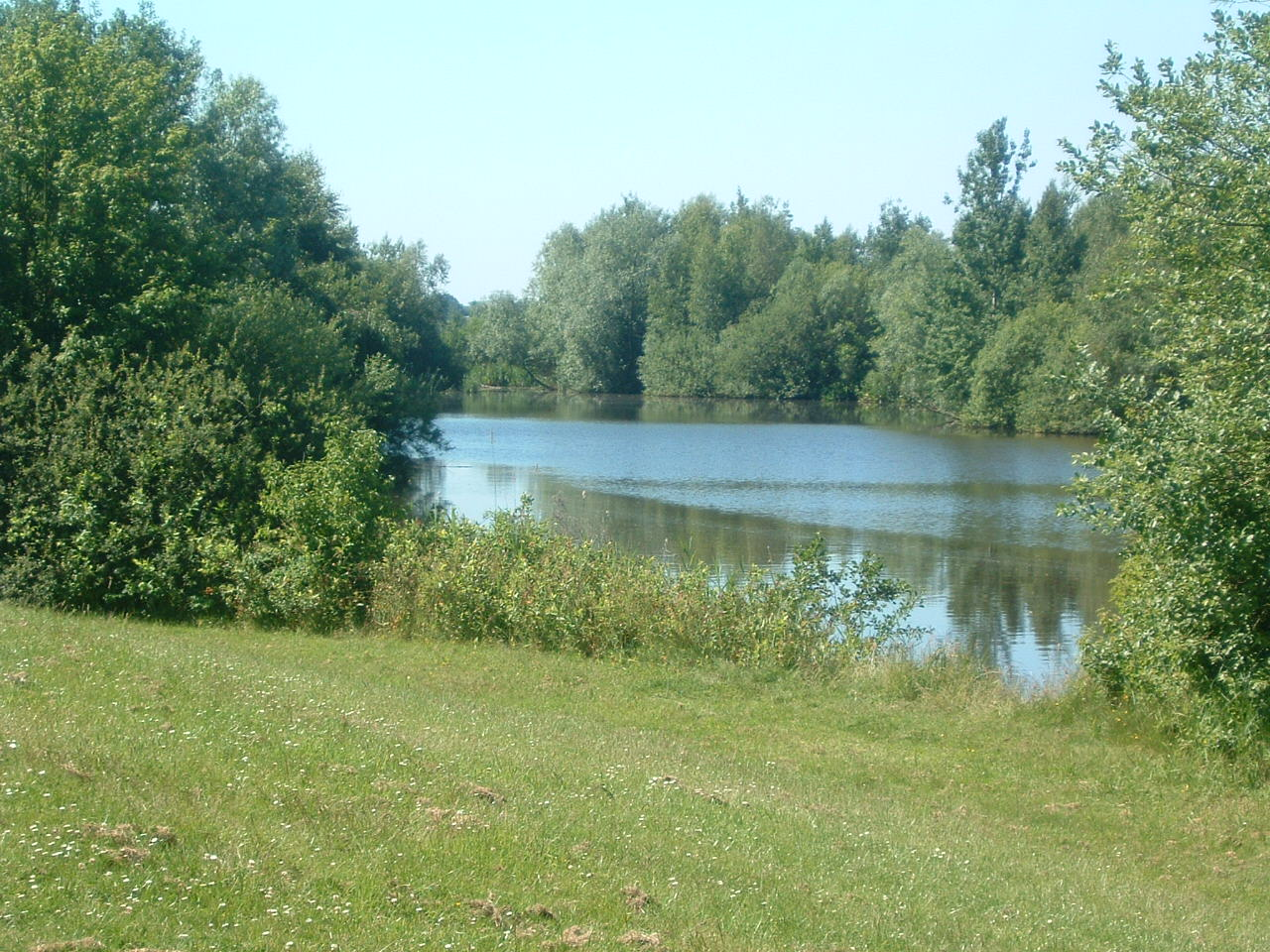
Blick auf die Ochtum im Park links der Weser

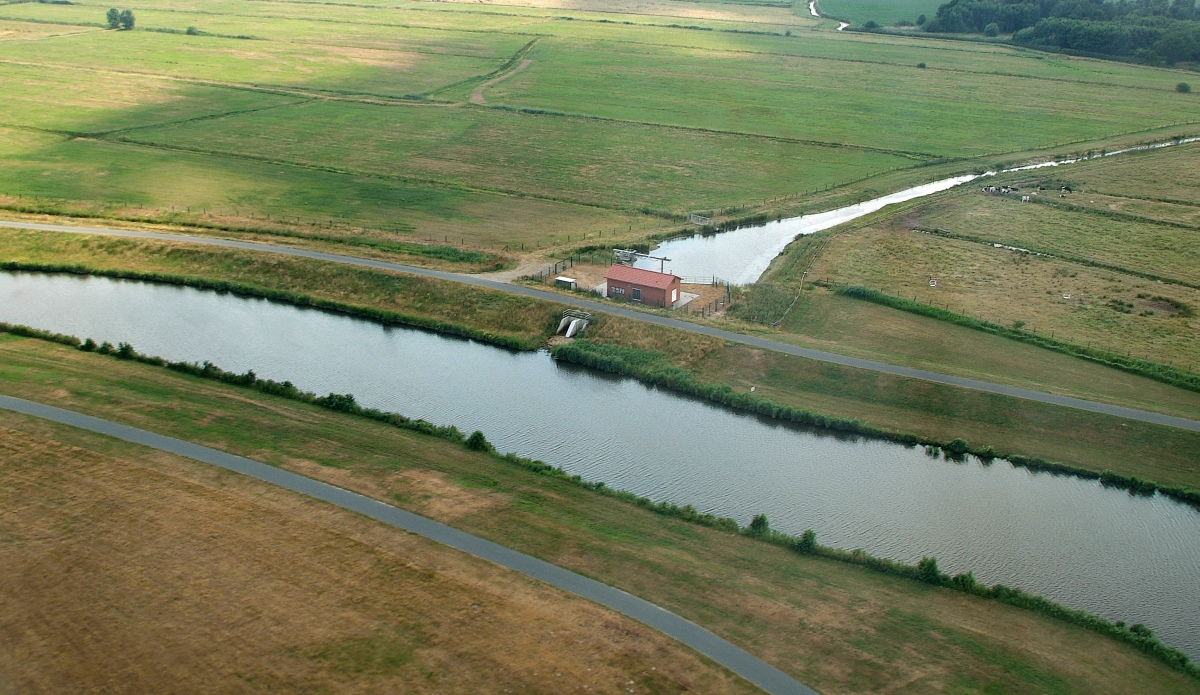
Blick auf die Ochtum am Flughafen Bremen

1989/1990 erfolgte auf einem Teilstück die Verlegung der Ochtum mit umfangreichen Renaturierungsmaßnahmen und maßgeblicher Beteiligung des Wasserwirtschaftsamtes Bremen. Es entstand ein schlängelnder Flusslauf mit naturnah gestalteten Ufer- und Flachwasserzonen und bildete das Rückgrat des „Ochtumparks“.
Laut Gewässergütekarte des Landes Bremen aus dem Jahr 2000 wurde die Ochtum bis in den Bereich Bremen-Strom in die Güteklasse II, mäßig belastet, eingestuft. Im Mai 2002 wurde in Huchting der Fischbestand untersucht; demnach sind Brassen die häufigsten Fische, daneben gibt es Rotaugen, Aale und Güster. Durch die Weser ist der Fluss von der Tide beeinflusst. Bei Hochwasser verhindert das Ochtumsperrwerk eine Überflutung der angrenzenden Ländereien.
2019 wurden Fische aus der Ochtum auf Per- und polyfluorierte Alkylverbindungen (PFAS) untersucht. Auf Grund der starken Belastung mit Perfluoroctansäure wird vom Verzehr der Fische abgeraten.

## Wirtschaft und Verkehr
Bis in die 1950er Jahre wurde die Ochtum als Verkehrsweg für den Gütertransport – besonders für den Transport von Torf aus dem Teufelsmoor, der als Brennstoff Verwendung fand – genutzt. Umschlagplätze befanden sich u. a. am Hasberger Stau der Delme, unterhalb der Hasberger Wassermühle sowie in Bremen-Strom. Sowohl der Hasberger Delmestau, als auch der Ochtumstau in Bremen-Strom waren aus diesem Grunde bei ihrer Errichtung mit Schleusen versehen worden. Der Verkehr erfolgte über Jahrhunderte mit den in der Region gebräuchlichen Dielenschiffen. Später kamen auch motorbetriebene Tjalken zum Einsatz, die private Ladeplätze im Flussabschnitt bis zum Hasberger Ochtumstau anfuhren.
Ein weiterer, von der Berufsschifffahrt genutzter Hafen befand sich unmittelbar am Ort Ochtum. Er diente bis in die Mitte der 1970er Jahre dem Umschlag von Baustoffen, insbesondere von Sand und Kies. Nach der Errichtung des Ochtumsperrwerkes wurde dieser Hafen im Sommer 1976 in den Bereich unterhalb des Sperrwerkes verlegt. Dieser Umschlagplatz wird seit Ende 2011 für die Verladung von Rotorflügeln für Offshore-Windkraftanlagen genutzt. Der gesamte Flussbereich oberhalb des Sperrwerkes ist für die Berufsschifffahrt gesperrt. Eine Ausnahme bilden hierbei lediglich Fahrzeuge zur Fahrwasserunterhaltung.
Heute wird die Ochtum lediglich von Wassersportvereinen sowie vereinzelt von der Fahrgastschifffahrt (Charterschifffahrt) als Verkehrsweg genutzt. Die Wege auf den Ochtumdeichen sind beliebte Fahrrad- und Inlineskaterwege.